# Lydia Mutsch
Lydia Mutsch, née le 17 août 1961 à Dudelange (Luxembourg), est une femme politique luxembourgeoise. 
Membre du Parti ouvrier socialiste luxembourgeois (LSAP), elle est ministre de la Santé et de l'Égalité des chances du 4 décembre 2013 jusqu'au 5 décembre 2018, sous le gouvernement Bettel-Schneider.

## Biographie

### Études et formations
Après des études secondaires au lycée Hubert Clément à Esch-sur-Alzette, Lydia Mutsch poursuit des études de sciences politiques et sociales à l’université de Göttingen en Allemagne, où elle obtient son diplôme en 1985.

### Vie privée
Lydia Mutsch est mariée et est mère de deux enfants.

### Fonctions gouvernementales
À la suite des élections législatives du 20 octobre 2013, Lydia Mutsch fait son entrée au gouvernement comme ministre de la Santé, ministre de l’Égalité des chances en date du 4 décembre 2013 dans le gouvernement de coalition entre le Parti démocratique (DP), le Parti ouvrier socialiste luxembourgeois (LSAP) et Les Verts (« déi gréng »).

### Autres fonctions politiques
Au LSAP depuis 1987, Lydia Mutsch devient membre du conseil communal d’Esch-sur-Alzette en 1988. En 2000, elle accède au poste de bourgmestre, fonction qu’elle exerce jusqu’à sa nomination au gouvernement en décembre 2013. En 1989, Lydia Mutsch est élue pour la première fois à la Chambre des députés sur la liste du LSAP dans la circonscription Sud à l’âge de 27 ans. Elle est réélue en 1994, 1999, 2004, 2009 et 2013. De 2009 à 2013, Lydia Mutsch exerce la fonction de vice-présidente de la Chambre des députés. En tant que députée, elle assure entre autres la présidence de la commission de la Santé et de la Sécurité sociale de 2004 à 2013.
Lydia Mutsch est aussi membre du Parlement Benelux de 1989 à 2009 ainsi que des assemblées parlementaires de l’Organisation du traité de l’Atlantique nord (OTAN) et du Conseil de l’Europe jusqu’en 2013.

### Activités professionnelles
De 1985 à 1989, Lydia Mutsch travaille dans les domaines du journalisme et de la communication.

### Distinctions honorifiques
- Officier de l’ordre de la Couronne de chêne (promotion 1999)
- Commandeur de l’ordre de Mérite du grand-duché de Luxembourg (promotion 2004)